# Otto Schellert
Otto Schellert (* 16. Januar 1889 in Farsleben; † 16. August 1975 in Kassel) war ein deutscher Offizier, zuletzt General der Infanterie im Zweiten Weltkrieg.

## Leben

### Herkunft und Ehe
Schellert war der Sohn des Superintendenten von Farsleben. Er heiratete am 23. September 1927 Charlotte Gerstenberger.

### Militärzeit bis Erster Weltkrieg
Nach dem Besuch eines Gymnasiums trat Schellert am 4. März 1907 als Fahnenjunker in das Infanterie-Regiment „Prinz Louis Ferdinand von Preußen“ (2. Magdeburgisches) Nr. 27 der Preußischen Armee ein und wurde dort am 18. November 1907 zum Fähnrich befördert. Er besuchte die Kriegsschule, wurde am 18. August 1908 zum Leutnant befördert und in seinem Regiment als Kompanieoffizier eingesetzt. Ab 1. Oktober 1912 folgte auf ein Jahr seine Kommandierung nach Kehl zum Badischen Pionier-Bataillon Nr. 14. Daran schloss sich eine weitere Kommandierung als Adjutant zum Bezirkskommando Burg an. 

### Erster Weltkrieg
Bei der Mobilmachung zu Beginn des Ersten Weltkriegs wurde Schellert als Regimentsadjutant zum Reserve-Infanterie-Regiment Nr. 217 versetzt. Mit diesem Regiment nahm er als Stabsoffizier einen Monat an Kämpfen um die Festung Verdun teil. Bis August 1918 wurde er an der Ostfront eingesetzt. Am 28. November 1914 wurde er zum Oberleutnant befördert. Ende 1915 erfolgte seine Versetzung als Adjutant zur 93. Reserve-Infanterie-Brigade, wo er am 18. April 1916 zum Hauptmann befördert wurde. Ab Herbst 1916 war er als Adjutant bei der 35. Reserve-Division. Ab Sommer bis zum November 1918 wurde Schellert an Westfront als Führer des I. Bataillons im Infanterie-Regiment „von Alvensleben“ (6. Brandenburgisches) Nr. 52 eingesetzt. Die Zeit als Bataillonsführer war sein erster Einsatz als Kommandeur einer Einheit. Den Waffenstillstand erlebte er mit seiner Einheit an der Maas. 
Neben beiden Klassen des Eisernen Kreuzes wurde Schellert mit dem Ritterkreuz I. Klasse des Friedrichs-Ordens mit Schwertern sowie dem Hanseatenkreuz der Stadt Hamburg und dem Friedrich-Kreuz ausgezeichnet.

### Weimarer Republik
Als es im Dezember 1918 in Berlin zu Unruhen kam, war Schellert als Adjutant bei der 5. Infanterie-Division an deren Niederschlagung beteiligt. Er wurde am 1. Oktober 1919 in die Vorläufige Reichswehr mit anderen 400.000 Soldaten übernommen und zum Adjutanten der Reichswehr-Brigade 5 ernannt. Mit der Reichswehr-Brigade 5 erfolgte ein Einsatz im Grenzschutz an der polnisch-brandenburgischen Grenze. Auch bei der weiteren Verkleinerung der Armee Anfang 1920 zum 200.000 Mann starken Übergangsheer blieb er auf seinem Posten. Mit der Reichswehr-Brigade 5 erfolgte im März 1920 sein Einsatz bei Unruhen in Friedrichshagen, Köpenick und Herzfelde. Als am 1. Januar 1921 das 100.000-Mann-Heer der Reichswehr formiert wurde, war Schellert einer von 4.000 Offizieren aus etwa 34.000 Offizieren des Kaiserreichs, welche in der Armee verblieben. Er wurde zum I. Bataillon des 8. (Preußisches) Infanterie-Regiments versetzt und Führer der 3. Kompanie in Frankfurt an der Oder. Am 1. Oktober 1925 erfolgte seine Versetzung in den Stab des I. Bataillons des 8. (Preußisches) Infanterie-Regiments in Frankfurt an der Oder. Zum 1. April 1927 wurde er dann zur Inspektion der Infanterie (In 2) im Reichswehrministerium nach Berlin versetzt. Am 1. Februar 1929 erfolgte die Beförderung zum Major und die Versetzung zum Heeres-Verwaltungs-Amt. Dort war er ein Jahr in der Heeres-Unterkunfts- und Übungsplatz-Abteilung (V 2) und ein Jahr in der Heeres-Verpflegungs- und Bekleidungsabteilung (V 3) eingesetzt. Am 1. Mai 1931 wurde er Kommandant des I. Bataillons im 16. Infanterie-Regiment in Bremen.

### Zeit des Nationalsozialismus

#### Vorkriegszeit
Es erfolgte am 1. Juli 1933 die Beförderung zum Oberstleutnant. Ab dem 1. April 1934 war Schellert wieder im Reichswehrministerium und als Leiter der Abteilungen V 3 und später V 5 tätig. Zum 15. Mai 1936 wurde er zum Kommandeur des neu aufgestellten Infanterie-Regiment 81 ernannt. Es erfolgte am 1. Juni 1935 die Ernennung zum Oberst. Am 6. Oktober 1936 erhielt er das Kommando über das Infanterie-Regiment 88, welches am 12. Oktober 1937 umbenannt wurde in Infanterie-Regiment 106. Am 1. März 1939 wurde er zum Generalmajor befördert. 

#### Zweiter Weltkrieg
Als der Zweite Weltkrieg begann, wurde Schellert im September 1939 Kommandeur der Division z. b. V. 405. Später erfolgte die Umbenennung in Division 405. Am 10. Oktober 1940 kam seine erste Versetzung in die Führerreserve der Wehrmacht. Am 1. Mai 1940 bekam er dann das Kommando der Division Nr. 166. Alle diese drei Divisionen waren Ausbildungseinheiten des Ersatzheeres. Es folgte am 1. Januar 1941 die Beförderung zum Generalleutnant. Am 15. März 1941 ersetzte er Generalleutnant Fritz Kühne als Kommandeur der  253. Infanterie-Division. Die Division lag zu dieser Zeit in Nordfrankreich als Besatzungseinheit. Bei der Vorbereitung des Unternehmen Barbarossa im Frühjahr 1941 erfolgte die Verlegung der Division nach Ostpreußen. Ab dem 22. Juni 1941 nahm er mit seiner Division, als Teil der Heeresgruppe Nord am Deutsch-Sowjetischen Krieg teil. Schellert erhielt bald beide Spangen zu seinen Eisernen Kreuzen verliehen. Für seinen Einsatz bei der Schlacht um Moskau erhielt er am 26. Dezember 1941 das Deutsche Kreuz in Gold.
Am 27. März 1942 meldete der Wehrmachtsbericht: „Die rheinisch-westfälische 253. Infanteriedivision hat in wochenlangen härtesten Abwehrkämpfen 120 zum Teil mit Panzern unterstützte Angriffe des Feindes zurückgeschlagen und die Masse mehrerer sowjetischer Divisionen vernichtet.“ Schellert verkündete der Division noch am gleichen Tag in einem Aufruf die Nennung im Wehrmachtsbericht. Schellert hatte in einem Zustandsbericht an das Oberkommando der Wehrmacht vom 13. März 1942 die Anerkennung und Erwähnung der Division mit Zusatz rheinisch-westfälische, welche in schwersten Kämpfen mit schweren Verlusten stand, in einer öffentlichen Verlautbarung gefordert.
Am 1. Januar 1943 wurde er wie einige andere ältere Offiziere vom Divisionskommandeur an aufwärts an der Ostfront in die Führerreserve versetzt. Im Rahmen der Aktion „Winterfestigkeit“ versetzte das Heerespersonalamt damals diejenigen Generale, „die den hohen Anforderungen des russischen Winters voraussichtlich nicht mehr gewachsen“ seien, in die Führerreserve oder auf Kommandos im Ersatzheer. Schellert war ab 1. Mai 1943 Kommandierender General des Stellvertretenden Generalkommandos des IX. Armeekorps und vom Wehrkreis IX mit Sitz in Kassel. Es erfolgte am 1. Juli 1943 seine Ernennung zum General der Infanterie. Im Januar 1944 bis April 1944 wurde er von General der Kavallerie Philipp Kleffel vertreten. Im Juli 1944 wurde er bei einem Autounfall schwer verletzt. Am 9. Dezember 1944 erfolgte seine erneute Versetzung in die Führerreserve, bis er schließlich am 31. März 1945 aus dem aktiven Dienst verabschiedet wurde.

#### Beurteilung Schellerts 1943 und Todesurteile der 253. Infanteriedivision unter Schellert
In Schellerts Beurteilung vom 15. Januar 1943 wurden ihm überdurchschnittliche taktische und ausbilderische Fähigkeiten bescheinigt. Obwohl seit 1942 in der Wehrmacht vorgeschrieben war, bei Beurteilungen eine Stellungnahme zur nationalsozialistischen Gesinnung des Beurteilten zu machen, fehlte in Schellerts Beurteilung jeder Hinweis auf dessen Einstellung zum  Nationalsozialismus. Auch fehlt der Hinweis auf eine Führerpersönlichkeit bzw. energische Führerpersönlichkeit, welche sich häufig in Beurteilungen von Offizieren der Wehrmacht findet. 
Schellert setzte sich im Winter 1941/42 erfolgreich für die Begnadigung eines wegen Selbstverstümmelung zum Tode verurteilten Soldaten seiner Division ein. Unter Schellerts Kommando waren 1941 bis 1942 vier Todesurteile gegen Soldaten der Division verhängt worden. Alle vier Todesurteile wurden wegen Selbstverstümmelung verhängt. Die Todesurteile wurden nicht vollstreckt.

### Nachkriegszeit
Nach Kriegsende erfolgte seine Verhaftung und er blieb dann bis zum Juni 1947 in amerikanischer Kriegsgefangenschaft. Er lebte später in Kassel.

### Arbeit für die Historical Division
Schellert arbeitete, wie etwa 300 andere deutsche hohe Offiziere, zeitweise für die deutsche Abteilung der kriegsgeschichtlichen Forschungsgruppe der United States Army, der Operational History (German) Section oder kurz die Historical Division. Schellerts erstellte die Studie Winter Fighting of the 253d Infantry Division in the Rzhev Area in 1941-42. Die Studie wurde nie gedruckt. Die Studie befindet sich im National Archives and Records Administration (NARA) in Washington, D.C.